# 기시노사토다마데역
기시노사토다마데역(일본어: 岸里玉出駅, きしのさとたまでえき)은 일본 오사카부 오사카시 니시나리구에 있는 난카이 전기철도의 역이다. 역 번호는 NK06이다.

## 이용 가능 철도 노선
- 난카이 전기철도
  - 난카이 본선
  - 고야 선
  - 고야 선(시오미바시 선)

## 역사
원래는 기시노사토 역과 다마데 역이라는 두 개의 역에서 난카이 본선과 고야 선의 연락 역은 기시노사토 역이었다. 고가화 이전에는 난카이 본선과 고야 선이 교차하는 위치에 기시노사토 역, 현재의 다마데구치 부근에 다마데 역이 존재했었지만 두 역의 역간 거리가 불과 0.4km밖에 없었던 것 때문에 1993년 4월에 난카이 본선이 고가화된 시점에 두 역이 통합되어 기시노사토다마데 역이 되었다. 또, 다마데 역과 연관성이 없는 고야 선과 시오미바시 선의 역사도 혼란 방지를 위하여 그대로 기시노사토다마데 역으로 변경되었다. 그러나, 고야 선과 시오미바시의 역은 역명 변경 시점에서도 아직 승강장의 리뉴얼이 이루어지지 않은 관계로 현재에서 본다면 1 ~ 2세대 전의 스타일의 역명판이 역명 변경 후에도 계속 사용해왔다.
1885년에 난카이 본선(당시, 한카이 철도)이 개업했을 때는 나중에 고야 선과의 교점이 되는 지점에 역은 없었지만, 1913년에 기시노사토 역이 개업했다. 다마데 역은 1907년에 개통했다. 고야 선의 기시노사토 역은 고야 철도 개통 시에 개설된 가쓰마 역을 바탕으로 아베노 역 개정을 거쳐서 난카이 본선과 고야 선과의 연결선이 개설되었을 때 난카이 본선의 기시노사토 역에 통합되었다.
또한, 병행하는 오사카 시영 지하철 요쓰바시 선에는 현재도 다마데역이 있다. (다마데 역 ~ 기시노사토다마데 역 다마데구치 사이 거리는 약 650m) 1993년에 실시된 통합으로 난카이 전철에서 동일 역명과 동일 시 읍면에서 소재지가 다른 역이 사라졌다. 또, 지하철 요쓰바시 선에도 기시노사토 역이 있지만 지하철 기시노사토 역은 본 역보다는 오히려 인근의 덴가차야 역 쪽에서 가깝다).

### 연표
- 1900년 9월 3일: 고야 철도가 오쇼지 역(현, 사카이히가시 역) ~ 도톤보리 역(현, 시오미바시 역)간 연장과 동시에 가쓰마역 설치.
- 1903년 2월 26일: 가쓰마 역을 아베노 역으로 역명 변경.
- 1907년 10월 26일: 난카이 철도(난카이 전기철도의 전신)의 덴가차야 ~ 스미요시 역간에 다마데 역 설치.
- 1913년 7월 25일: 난카이 철도가 덴가차야 ~ 다마데 역 사이에 기시노사토역 설치.
- 1922년 9월 6일: 회사 합병으로 난카이 철도의 역이 됨.
- 1925년
  - 2월 1일: 고야 선의 아베노역을 기시노사토역으로 역명 변경.
  - 3월 15일: 기시노사토 역 동쪽에 난카이 본선 난바 방면과 고야 선 사카이히가시를 잇는 히가시 연결선을 단선으로 개설. 고야 선 열차의 난바 역 진입 개시. 고야 선 난바 직통 열차용 승강장은 설치되지 않아 기시노사토 역 통과.
- 1926년 12월 3일: 기시노사토 역 동쪽에 히가시 연결선 복선화. 해당역 서쪽에 고야 선 시오미바시 방향과 난카이 본선 사카이 방면을 연결하는 니시 연결선을 복선으로 개설.
- 1944년 6월 1일: 회사 합병으로 긴키 닛폰 철도의 역이 됨.
- 1947년 6월 1일: 노선 양도로 인한 난카이 전기철도의 역이 됨.
- 1970년 11월 23일: 고야 선 난바 직통 열차용 승강장을 설치하고 사용 개시.
- 1985년 6월 16일: 배선 상으로 시오미바시 선이 고야 선에서 분단됨.
- 1993년 4월 18일: 난카이 본선 고가화. 기시노사토역과 다마데역을 통합하여 기시노사토다마데 역 개업.
- 1994년 10월 28일: 고야 선 상행선 고가화.
- 1995년
  - 8월 10일: 시오미바시 선용 고가 승강장 사용 개시. 이 달 23일 심야에 시오미바시 선의 선로는 난카이 본선과 이어졌음.
  - 11월 1일: 고가화 완성.
- 1996년 12월 10일: 고야 선 하행 승강장이 리뉴얼되면서 일련의 공사는 종료됨.

## 역 구조
합계 4면 5선의 혼합식 승강장을 갖는 고가역이다. 승강장 배치는 동쪽에서 고야 선, 난카이 본선, 시오미바시 선의 순이다.
- 고야 선의 승강장(1,2번 선)은 상대식 승강장 2면 2선이다.
- 난카이 본선의 승강장(3,4번 선)은 섬식 승강장 1면 2선의 구조로 상행선만 승강장이 존재하는 통과선이 1개 존재한다. 이 통과선을 5번 선으로 다루고 있어, 5번 승강장은 결번이다. 난카이 본선 승강장에서는 승차 위치 안내판이 발 밑부분만 아니라 승강장 앞 고가 벽에도 설치되어 있다.
- 시오미바시 선의 승강장(6번 선)은 단선 승강장 1면 1선의 구조로 남쪽에서 멈춰있다. 또, 북쪽에는 난카이 본선 건늠선이 있으며 시오미바시 선은 본 역 구내 뿐만 단선이다.

### 승강장
| 번호                 | 노선           | 방향           | 행선                                                 |
| 고야 선 승강장       | 고야 선 승강장 | 고야 선 승강장 | 고야 선 승강장                                       |
| -------------------- | -------------- | -------------- | ---------------------------------------------------- |
| 1                    | 고야 선        | 하행           | 고야산(센보쿠 고속선) 이즈미추오(나카모즈 환승) 방면 |
| 2                    | 고야 선        | 상행           | 하기노차야・이마미야에비스・난바 방면                |
| 난카이 본선 승강장   |                |                |                                                      |
| 3                    | 난카이 선      | 하행           | 와카야마시 방면 / (공항선) 간사이 공항 방면          |
| 4                    | 난카이 선      | 상행           | 난바 방면(이마미야에비스・하기노차야는 통과)         |
| 시오미바시 선 승강장 |                |                |                                                      |
| 6                    | 시오미바시 선  | 상행           | 시오미바시 방면                                      |

## 역 주변

### 기시노사토구치
기시노사토구치 주변은 주택가이다. 난카이 본선과 시오미바시 선의 연결선 철거지 등에 주택이나 맨션이 늘어서 있다.
- 기시노사토 공원(서쪽)
- 난카이 공원(서쪽)
- 니시키시노사토히가시 우체국(동쪽, 니시나리센혼미나미 우체국이 더 가깝지만, 국도 제26호선을 건널 필요가 있다)
- 덴가차야 공원(동쪽)
- 덴가차야 자취(동쪽)
- 덴진노모리텐만구(동쪽)
- 안요지 절(동쪽)
- 한카이 전기궤도 한카이 선 덴진노모리 정류장(동쪽으로 500m)

### 다마데구치
다마데구치의 서쪽에는 상점가가 있고, 동쪽은 주택가이다.
- 니시타마데 우편국(가장 가까운 우체국)
- 니시나리 스포츠 센터·니시나리 실내 수영장
- 이쿠네 신사 - 매년 7월 24일과 25일 열리는 "대학제"나, 동지에 행해지는 "요령까지 호박 축제"로 유명하다.
- 다마데혼도리 상점가(서쪽에 바로)
- 슈퍼 다마데 본점
- 다마데 기무라가(수제 빵으로 인기)
- 한카이 전기궤도 한카이 선 히가시타마데 정류장(동쪽으로 200m)
- 다마니 상점가(다마데혼도리 상점가에서 갈림)

## 사진

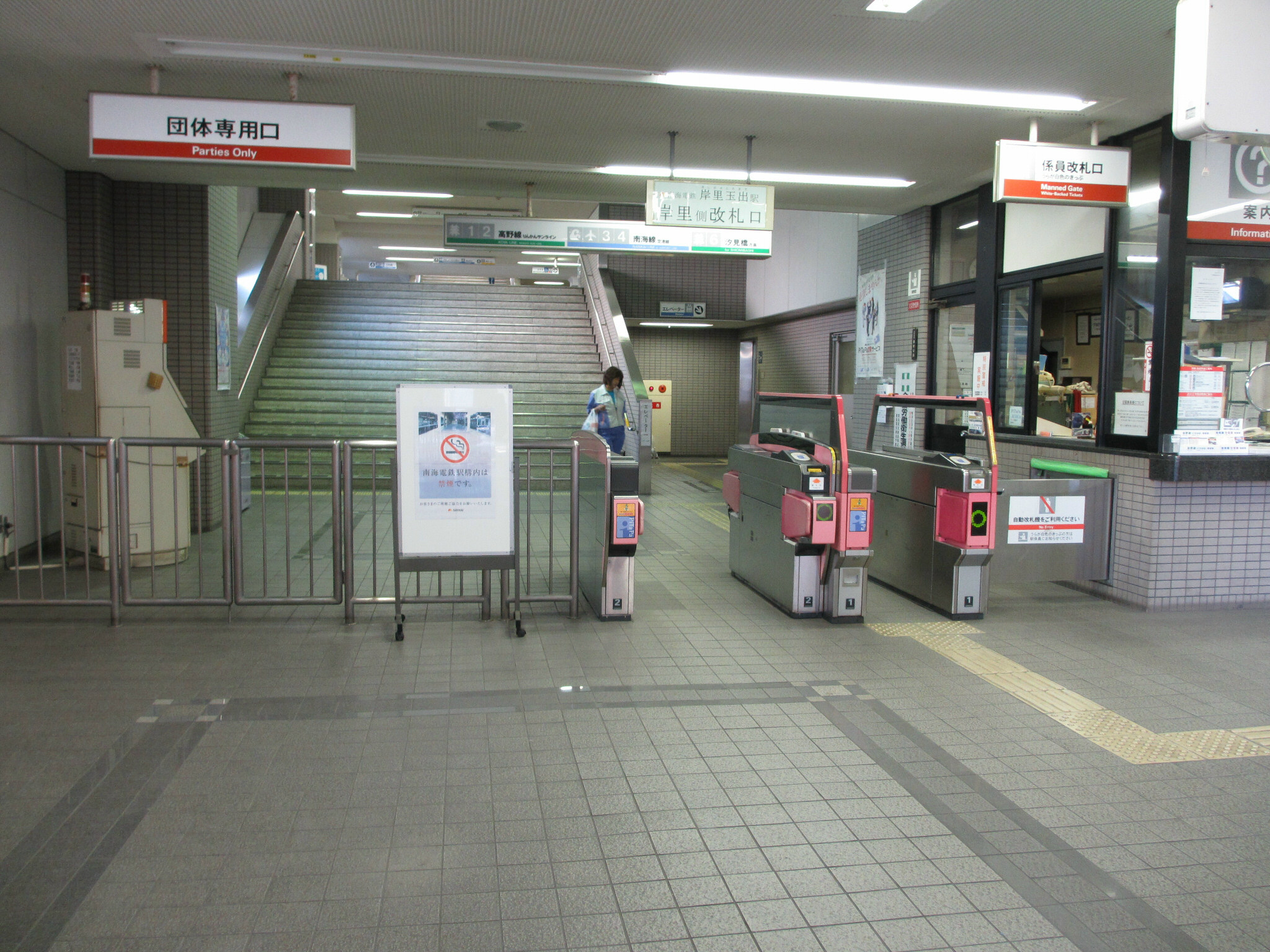
개찰구
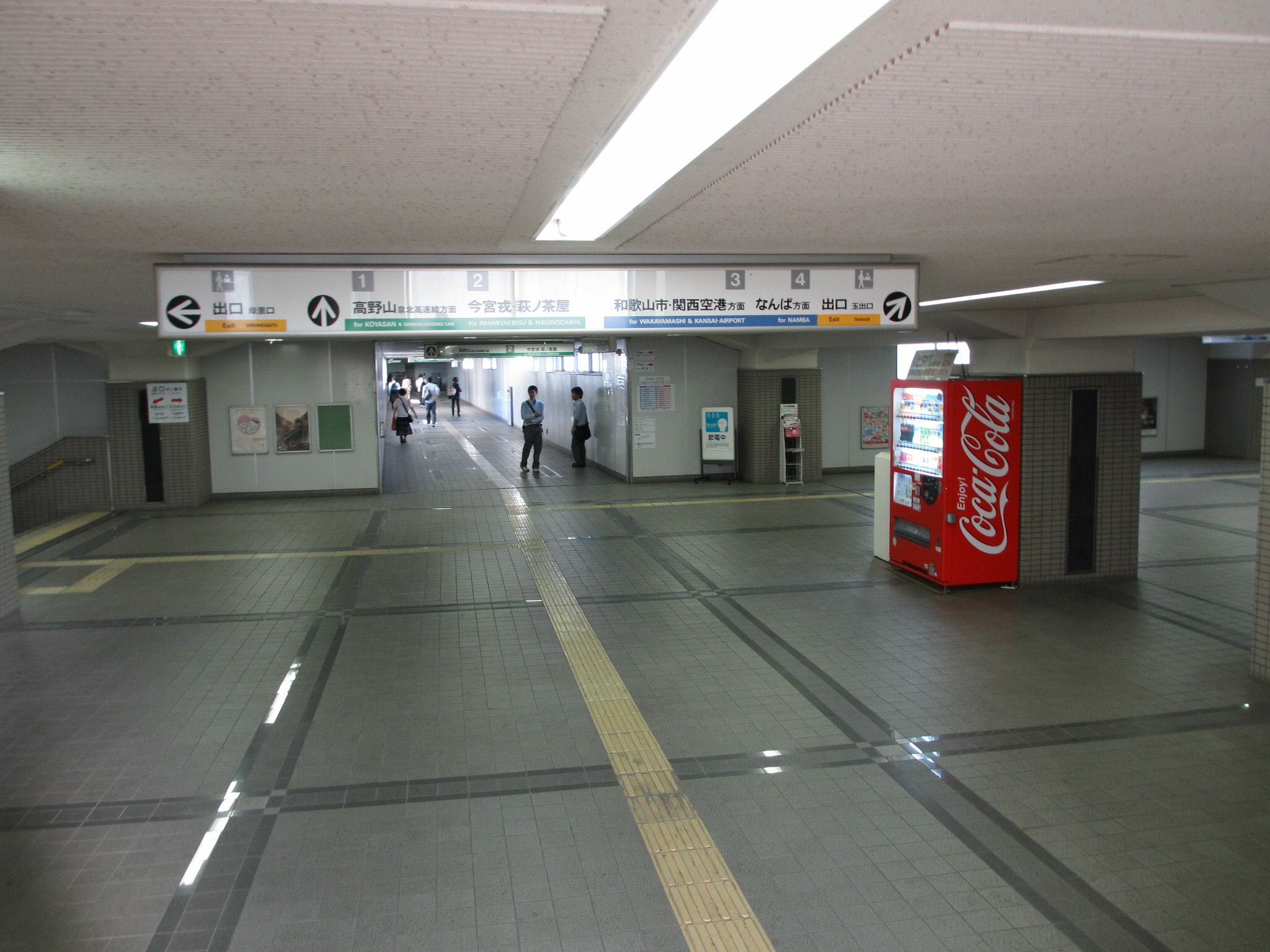
대합실
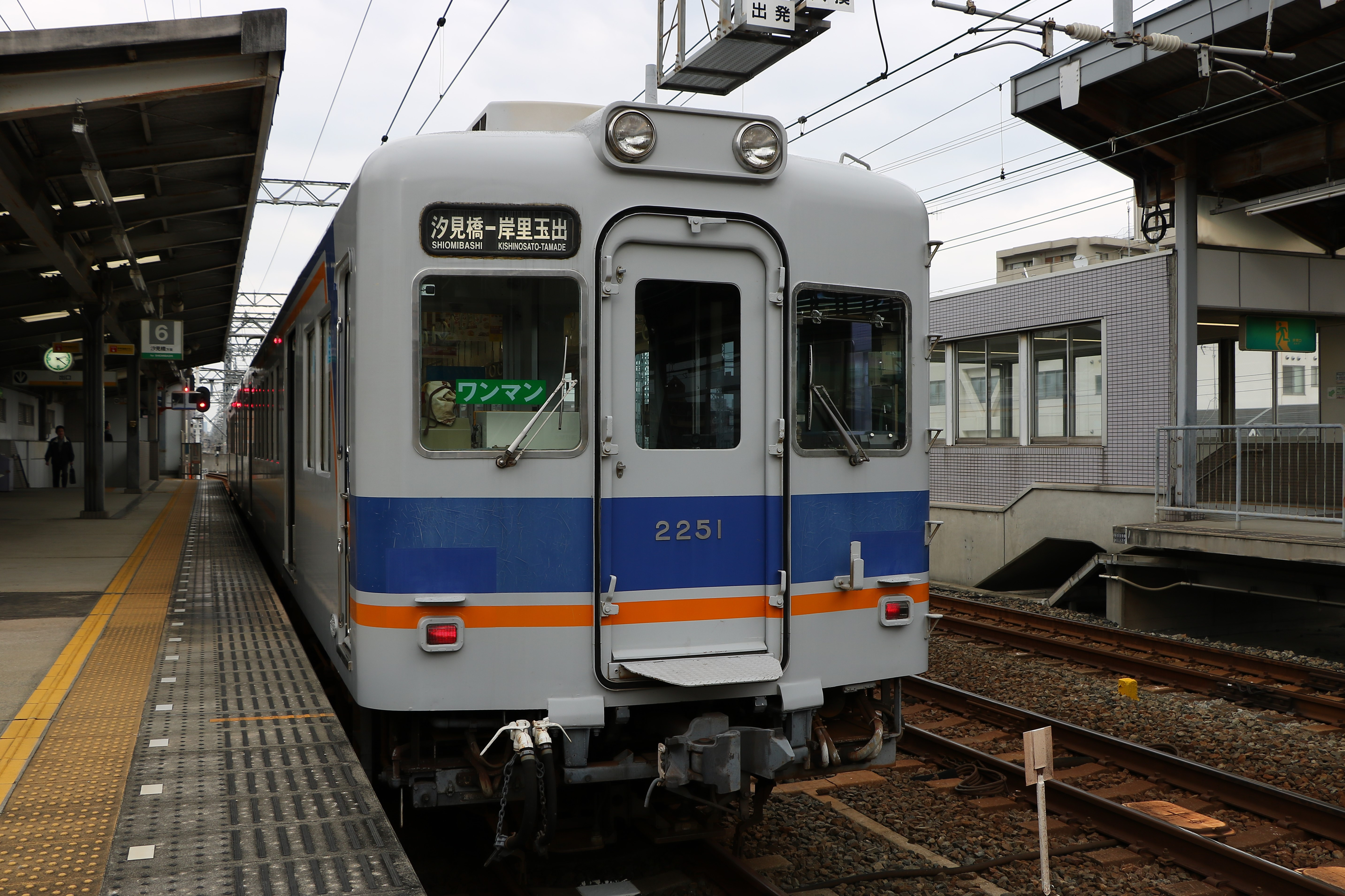
대기 중인 시오미바시 선 20001계 차량
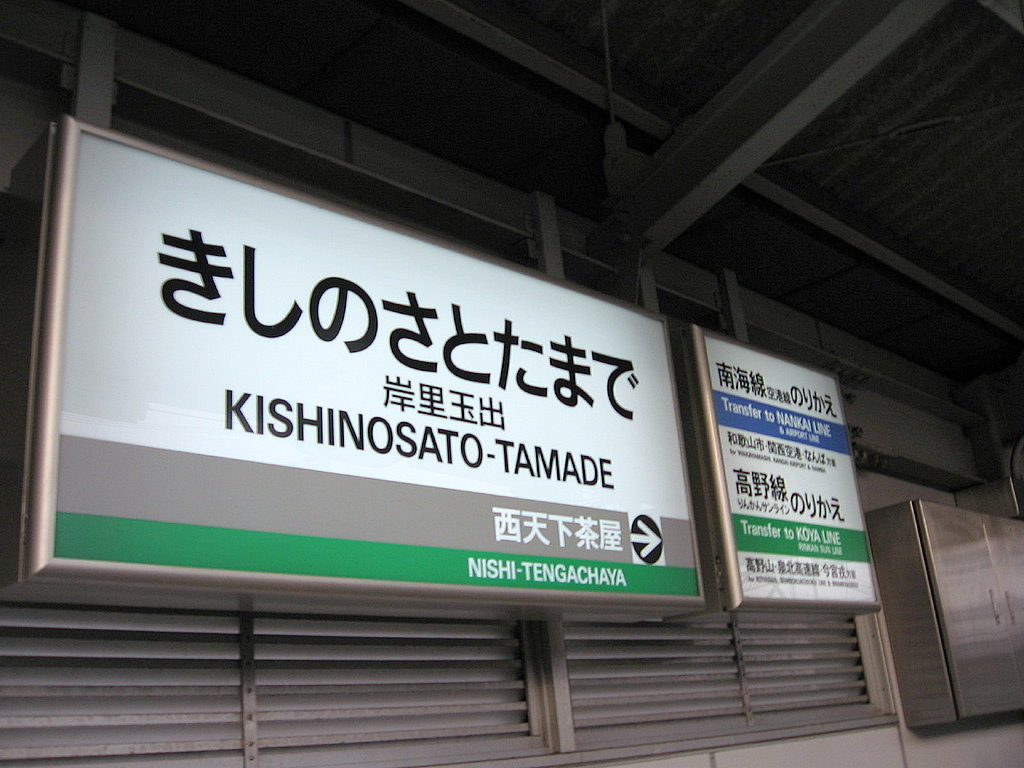
역명판

## 인접역
| 난카이 전기철도 난카이 본선            | 난카이 전기철도 난카이 본선 | 난카이 전기철도 난카이 본선       |
| -------------------------------------- | --------------------------- | --------------------------------- |
| NK05 덴가차야 난바 방면                | ■ 보통                      | 고하마 NK07 와카야마시 방면       |
| 난카이 전기철도 고야 선                |                             |                                   |
| NK05 덴가차야 난바 방면                | ■ 각역정차                  | 데즈카야마 NK51 고쿠라쿠바시 방면 |
| 난카이 전기철도 고야 선(시오미바시 선) |                             |                                   |
| NK06-1 니시텐가차야 시오미바시 방면    |                             | 시·종착역                         |